# Phyllanthus vincentae
Phyllanthus vincentae là một loài thực vật có hoa trong họ Diệp hạ châu. Loài này được J.F.Macbr. miêu tả khoa học đầu tiên năm 1951.